# Theresa Luke
Theresa Anne Luke (ur. 20 lutego 1967) – kanadyjska wioślarka, dwukrotna medalistka olimpijska.
Brała udział w dwóch igrzyskach (IO 96, IO 00), na obu zdobywała medale w ósemce. W 1996 Kanada zajęła w tej konkurencji drugie miejsce, w 2000 była trzecia. W 2000 zajęła również czwarte miejsce w dwójce bez sternika, płynąc wspólnie z Emmą Robinson. W 1999 wspólnie zwyciężyły w tej konkurencji na mistrzostwach świata. W tym samym roku Kanada zdobyła brąz tej imprezy w ósemce.